# Bobby Bland/Diskografie
Diese Diskografie ist eine Übersicht über die musikalischen Werke des amerikanischen Blues- und Soulsängers Bobby Bland. Seine erfolgreichste Veröffentlichung ist das Livealbum Together for the First Time … Live mit über 500.000 verkauften Einheiten.

## Alben

### Studioalben
| Jahr | Titel Musiklabel Katalog-Nr.                | Höchstplatzierung, Gesamtwochen, AuszeichnungChartplatzierungen (Jahr, Titel, Musiklabel Katalog-Nr., Platzierungen, Wochen, Auszeichnungen, Anmerkungen) | Höchstplatzierung, Gesamtwochen, AuszeichnungChartplatzierungen (Jahr, Titel, Musiklabel Katalog-Nr., Platzierungen, Wochen, Auszeichnungen, Anmerkungen) | Anmerkungen                                                                                      |
| Jahr | Titel Musiklabel Katalog-Nr.                | US | R&B | Anmerkungen                                                                                      |
| ---- | ------------------------------------------- | --- | --- | ------------------------------------------------------------------------------------------------ |
| 1962 | Here’s the Man Duke 75                      | US53 (7 Wo.)US | — | Erstveröffentlichung: 1962                                                                       |
| 1963 | Call on Me / That’s the Way Love Is Duke 77 | US11 (26 Wo.)US | — | Erstveröffentlichung: August 1963                                                                |
| 1964 | Ain’t Nothing You Can Do Duke 78            | US119 (8 Wo.)US | — | Erstveröffentlichung: Juli 1964 Arrangeur: Joseph Scott                                          |
| 1966 | The Soul of the Man Duke 79                 | — | R&B17 (7 Wo.)R&B | Erstveröffentlichung: Oktober 1966 Arrangeur: Joseph Scott                                       |
| 1968 | Touch of the Blues Duke 88                  | — | R&B38 (4 Wo.)R&B | Erstveröffentlichung: März 1968 Produzenten: Clyde Otis, D. Malone, Joseph Scott                 |
| 1969 | Spotlighting the Man Duke 89                | — | R&B24 (14 Wo.)R&B | Erstveröffentlichung: August 1969 Produzent: Andre Williams                                      |
| 1973 | His California Album ABC/Dunhill 50163      | US136 (19 Wo.)US | R&B3 (22 Wo.)R&B | Erstveröffentlichung: Oktober 1973 Produzent: Steve Barri                                        |
| 1974 | Dreamer ABC/Dunhill 50169                   | US172 (7 Wo.)US | R&B5 (31 Wo.)R&B | Erstveröffentlichung: Juli 1974 Produzent: Steve Barri                                           |
| 1975 | Get on Down with Bobby Bland ABC 895        | US154 (5 Wo.)US | R&B14 (12 Wo.)R&B | Erstveröffentlichung: August 1975 Produzenten: Don Gant, Ron Chancey                             |
| 1977 | Reflections in Blue ABC 1018                | US185 (4 Wo.)US | R&B47 (10 Wo.)R&B | Erstveröffentlichung: Mai 1977 Produzent: Steve Barri                                            |
| 1978 | Come Fly with Me ABC 1075                   | US185 (3 Wo.)US | R&B31 (16 Wo.)R&B | Erstveröffentlichung: Juni 1978 Produzenten: Al Bell, Monk Higgins                               |
| 1979 | I Feel Good, I Feel Fine MCA 3157           | US187 (2 Wo.)US | R&B34 (21 Wo.)R&B | Erstveröffentlichung: September 1979 Produzenten: Al Bell, Monk Higgins                          |
| 1980 | Sweet Vibrations MCA 5145                   | — | R&B29 (24 Wo.)R&B | Erstveröffentlichung: November 1980 Produzenten: Al Bell, Monk Higgins                           |
| 1981 | Try Me, I’m Real MCA 5233                   | — | R&B52 (11 Wo.)R&B | Erstveröffentlichung: August 1981 Produzenten: Al Bell, Monk Higgins                             |
| 1982 | Here We Go Again MCA 5297                   | — | R&B22 (36 Wo.)R&B | Erstveröffentlichung: Juni 1982 Produzenten: Al Bell, Monk Higgins                               |
| 1983 | Tell Mr. Bland MCA 5425                     | — | R&B50 (16 Wo.)R&B | Erstveröffentlichung: Juni 1983 Produzenten: Al Bell, Monk Higgins                               |
| 1984 | You’ve Got Me Loving You MCA 5503           | — | R&B35 (20 Wo.)R&B | Erstveröffentlichung: August 1984 Produzenten: Al Bell, Monk Higgins                             |
| 1985 | Members Only Malaco 7429                    | — | R&B45 (24 Wo.)R&B | Erstveröffentlichung: Dezember 1985 Produzenten: Tommy Couch, Wolf Stephenson                    |
| 1986 | After All Malaco 7439                       | — | R&B65 (9 Wo.)R&B | Erstveröffentlichung: Dezember 1986 Produzenten: Tommy Couch, Wolf Stephenson                    |
| 1988 | Blues You Can Use Malaco 7444               | — | R&B71 (2 Wo.)R&B | Erstveröffentlichung: Februar 1988 Produzenten: Tommy Couch, Wolf Stephenson                     |
| 1989 | Midnight Run Malaco 7450                    | — | R&B26 (70 Wo.)R&B | Erstveröffentlichung: Juli 1989 Produzenten: Tommy Couch, Wolf Stephenson                        |
| 1992 | Portrait of the Blues Malaco 7458           | — | R&B50 (32 Wo.)R&B | Erstveröffentlichung: Dezember 1991 Produzenten: Tommy Couch, Wolf Stephenson                    |
| 1993 | Years of Tears Malaco 7469                  | — | R&B80 (5 Wo.)R&B | Erstveröffentlichung: September 1993 Produzenten: Tommy Couch, Wolf Stephenson, Frederick Knight |

grau schraffiert: keine Chartdaten aus diesem Jahr verfügbar
Weitere Studioalben
- 1961: Two Steps from the Blues (Duke 74)
- 1963: Bobby “Blue” Bland and Johnny “Guitar” Watson (mit Johnny Guitar Watson; Crown 358)
- 1987: First Class Blues (Malaco 5000)
- 1995: Sad Street (Malaco 7478)
- 1998: Memphis Monday Morning (Malaco 7495)
- 2003: Blues at Midnight (Malaco 7512)

### Livealben
| Jahr | Titel Musiklabel Katalog-Nr.                             | Höchstplatzierung, Gesamtwochen, AuszeichnungChartplatzierungen (Jahr, Titel, Musiklabel Katalog-Nr., Platzierungen, Wochen, Auszeichnungen, Anmerkungen) | Höchstplatzierung, Gesamtwochen, AuszeichnungChartplatzierungen (Jahr, Titel, Musiklabel Katalog-Nr., Platzierungen, Wochen, Auszeichnungen, Anmerkungen) | Anmerkungen                                                                           |
| Jahr | Titel Musiklabel Katalog-Nr.                             | US | R&B | Anmerkungen                                                                           |
| ---- | -------------------------------------------------------- | --- | --- | ------------------------------------------------------------------------------------- |
| 1974 | Together for the First Time … Live ABC/Dunhill 50190 (2) | US43 Gold · (20 Wo.)US | R&B2 (16 Wo.)R&B | Erstveröffentlichung: Oktober 1974 mit B. B. King, Doppelalbum Produzent: Steve Barri |
| 1976 | Together Again … Live ABC / Impulse! 9317                | US73 (14 Wo.)US | R&B9 (15 Wo.)R&B | Erstveröffentlichung: Juli 1976 mit B. B. King Produzent: Esmond Edwards              |

### Kompilationen
| Jahr | Titel Musiklabel Katalog-Nr.    | Höchstplatzierung, Gesamtwochen, AuszeichnungChartplatzierungen (Jahr, Titel, Musiklabel Katalog-Nr., Platzierungen, Wochen, Auszeichnungen, Anmerkungen) | Höchstplatzierung, Gesamtwochen, AuszeichnungChartplatzierungen (Jahr, Titel, Musiklabel Katalog-Nr., Platzierungen, Wochen, Auszeichnungen, Anmerkungen) | Anmerkungen                     |
| Jahr | Titel Musiklabel Katalog-Nr.    | US | R&B | Anmerkungen                     |
| ---- | ------------------------------- | --- | --- | ------------------------------- |
| 1967 | The Best of Bobby Bland Duke 84 | — | R&B29 (3 Wo.)R&B | Erstveröffentlichung: Juni 1967 |

Weitere Kompilationen
- 1958: The Barefoot Rock and You Got Me (Double Feature) (mit Little Junior Parker; Duke 72)
- 1968: The Best of Bobby Bland, Vol. 2 (Duke 86)
- 1974: Introspective of the Early Years (2 LPs; ABC 92 / MCA 4172)
- 1978: His Greatest Recordings (At Ease 11106)
- 1979: Greatest Hits (Fairway)
- 1982: The Best of Bobby Bland (MCA 1673)
- 1985: Turn On Your Love Light (Universal Special Products)
- 1989: If Loving You Is Wrong (MCA Special Products 20508)
- 1991: The Voice: Duke Recordings 1959–69 (Ace 323)
- 1991: Touch of the Blues and Spotlighting the Man (Mobile Fidelity Sound Lab 770)
- 1991: The 3B Blues Boy: The Blues Years: 1952–59 (Ace 302)
- 1992: I Pity the Fool: The Duke Recordings, Vol. 1 (2 CDs; MCA 10665)
- 1994: Turn On Your Love Light: The Duke Recordings, Vol. 2 (2 CDs; MCA 10957)
- 1996: That Did It!: The Duke Recordings, Vol. 3 (2 CDs; MCA 11444)
- 1997: Soul Legend (MCA Special Products 20973)
- 1998: Greatest Hits, Vol. 1: The Duke Recordings (MCA 11783)
- 1998: Greatest Hits, Vol. 2: The ABC-Dunhill/MCA Recordings (MCA 11809)
- 1999: Blues & Ballads (MCA)
- 2000: 20th Century Masters: The Millennium Collection: The Best of Bobby “Blue” Bland (Chess / MCA)
- 2000: Mercy Mercy Me (Dressed to Kill METRO394)
- 2001: The Anthology (2 CDs; MCA 088 112 596)
- 2001: Soulful Side of Bobby Bland (Half Moon)
- 2004: The Best of Bobby “Blue” Bland (Island)
- 2007: The Definitive Collection (Geffen)
- 2007: The Earls of Duke (Splitalbum, mit Little Junior Parker; Rev-Ola CR Band 15)
- 2011: Little Boy Blue: The Duke Sides 1952–1959 (Hoodoo 263377)
- 2011: It’s My Life, Baby: The Singles As & Bs (1951–1960) (Jasmine)
- 2011: Unmatched: The Very Best Of (Malaco)
- 2013: Angel in Anguish: The Deep, Deep Soul of Bobby Blue Bland (Fingertips 05)
- 2014: The Duke Years 1952–1962 (3 CDs; Not Now Music 155)
- 2016: Further on Up the Road: The Duke Recordings 1955–1962 (2 CDs; Southern Routes)

## Singles
| Jahr | Titel Album                                                   | Höchstplatzierung, Gesamtwochen, AuszeichnungChartplatzierungen (Jahr, Titel, Album, Platzierungen, Wochen, Auszeichnungen, Anmerkungen) | Höchstplatzierung, Gesamtwochen, AuszeichnungChartplatzierungen (Jahr, Titel, Album, Platzierungen, Wochen, Auszeichnungen, Anmerkungen) | Anmerkungen |
| Jahr | Titel Album                                                   | US | R&B | Anmerkungen |
| ---- | ------------------------------------------------------------- | --- | --- | --- |
| 1957 | Farther Up the Road The Barefoot Rock and You Got Me          | US43 (21 Wo.)US | R&B1 (14 Wo.)R&B | Erstveröffentlichung: Juli 1957 Autoren: Don Robey, Joe Veasey                                                                       |
| 1958 | Little Boy Blue Two Steps from the Blues                      | — | R&B10 (9 Wo.)R&B | Erstveröffentlichung: Juli 1958 Autoren: Charles Harper, Joseph Scott                                                                |
| 1959 | I’m Not Ashamed Two Steps from the Blues                      | — | R&B13 (11 Wo.)R&B | Erstveröffentlichung: April 1959 Autoren: Don Robey, Joseph Scott                                                                    |
| 1959 | Is It Real –                                                  | — | R&B28 (2 Wo.)R&B | Erstveröffentlichung: August 1959 Autor: Deadric Malone                                                                              |
| 1959 | I’ll Take Care of You Two Steps from the Blues                | US89 (3 Wo.)US | R&B2 (18 Wo.)R&B | Erstveröffentlichung: November 1959 Autor: Brook Benton                                                                              |
| 1960 | Lead Me On Two Steps from the Blues                           | — | R&B9 (5 Wo.)R&B | Erstveröffentlichung: März 1960 Autor: Deadric Malone                                                                                |
| 1960 | Cry Cry Cry Two Steps from the Blues                          | US71 (5 Wo.)US | R&B9 (18 Wo.)R&B | Erstveröffentlichung: September 1960 Autor: Deadric Malone                                                                           |
| 1961 | I Pity the Fool Two Steps from the Blues                      | US46 (7 Wo.)US | R&B1 (16 Wo.)R&B | Erstveröffentlichung: Januar 1961 Autor: Deadric Malone                                                                              |
| 1961 | Don’t Cry No More Two Steps from the Blues                    | US71 (7 Wo.)US | R&B2 (20 Wo.)R&B | Erstveröffentlichung: Juni 1961 Autor: Deadric Malone                                                                                |
| 1961 | Turn On Your Love Light Here’s the Man                        | US28 (10 Wo.)US | R&B2 (15 Wo.)R&B | Erstveröffentlichung: November 1961 Grammy Hall of Fame / Rock & Roll Hall of Fame Autoren: Deadric Malone, Joseph Scott             |
| 1962 | Ain’t That Loving You Here’s the Man                          | US86 (1 Wo.)US | R&B9 (13 Wo.)R&B | Erstveröffentlichung: Februar 1962 Autor: Deadric Malone                                                                             |
| 1962 | Who Will the Next Fool Be Here’s the Man                      | US76 (4 Wo.)US | R&B12 (8 Wo.)R&B | Erstveröffentlichung: Februar 1962 Autor und Original: Charlie Rich, 1961                                                            |
| 1962 | Yield Not to Temptation –                                     | US56 (8 Wo.)US | R&B10 (11 Wo.)R&B | Erstveröffentlichung: Juli 1962 Autor: Deadric Malone                                                                                |
| 1962 | Stormy Monday Blues Here’s the Man                            | US43 (13 Wo.)US | R&B5 (13 Wo.)R&B | Erstveröffentlichung: August 1962 Autoren: Billy Eckstine, Earl Hines Original: Earl Hines and His Orchestra, 1942                   |
| 1963 | Call on Me                                                    | US22 (12 Wo.)US | R&B6 (12 Wo.)R&B | Erstveröffentlichung: Dezember 1962 Autor: Deadric Malone                                                                            |
| 1963 | That’s the Way Love Is Call on Me                             | US33 (10 Wo.)US | R&B1 (12 Wo.)R&B | B-Seite von Call on Me Autor: Deadric Malone                                                                                         |
| 1963 | Sometimes You Gotta Cry a Little –                            | US56 (6 Wo.)US | R&B28 (2 Wo.)R&B | Erstveröffentlichung: Juli 1963 Autor: Deadric Malone                                                                                |
| 1963 | The Feeling Is Gone Call on Me                                | US91 (3 Wo.)US | R&B36 (4 Wo.)R&B | Erstveröffentlichung: November 1963 Autor: Deadric Malone                                                                            |
| 1963 | I Can’t Stop Singing –                                        | — | R&B19 (9 Wo.)R&B | B-Seite von The Feeling Is Gone Autor: Deadric Malone                                                                                |
| 1964 | Ain’t Nothing You Can Do                                      | US20 (9 Wo.)US | R&B3 (13 Wo.)R&B | Erstveröffentlichung: Februar 1964 Autoren: Deadric Malone, Joseph Scott                                                             |
| 1964 | Share Your Love with Me Call on Me                            | US42 (9 Wo.)US | R&B5 (14 Wo.)R&B | Erstveröffentlichung: Mai 1964 Autoren: Deadric Malone, Al „TNT“ Braggs                                                              |
| 1964 | Ain’t Doing Too Bad                                           | US49 (6 Wo.)US | R&B4 (14 Wo.)R&B | Erstveröffentlichung: Oktober 1964 Autor: Deadric Malone                                                                             |
| 1964 | Blind Man Ain’t Nothing You Can Do                            | US78 (3 Wo.)US | R&B19 (5 Wo.)R&B | Erstveröffentlichung: Dezember 1964 Autoren: Deadric Malone, Joseph Scott                                                            |
| 1965 | Black Night Ain’t Nothing You Can Do                          | US99 (1 Wo.)US | R&B36 (2 Wo.)R&B | B-Seite von Blind Man Autor: Jessie Mae Robinson Original: Charles Brown, 1951                                                       |
| 1965 | Ain’t No Telling –                                            | US93 (1 Wo.)US | R&B25 (3 Wo.)R&B | Erstveröffentlichung: März 1965 Autor: Deadric Malone                                                                                |
| 1965 | Dust Got in Daddy’s Eyes –                                    | — | R&B23 (4 Wo.)R&B | B-Seite von Ain’t No Telling Autoren: Deadric Malone, Joseph Scott                                                                   |
| 1965 | These Hands (Small but Mighty) –                              | US63 (8 Wo.)US | R&B4 (10 Wo.)R&B | Erstveröffentlichung: August 1965 Autor: Deadric Malone                                                                              |
| 1966 | I’m Too Far Gone (To Turn Around) Touch of the Blues          | US62 (6 Wo.)US | R&B8 (15 Wo.)R&B | Erstveröffentlichung: Dezember 1965 Autoren: Belford Hendricks, Clyde Otis                                                           |
| 1966 | Good Time Charlie –                                           | US75 (6 Wo.)US | R&B6 (11 Wo.)R&B | Erstveröffentlichung: Mai 1966 Autoren: Deadric Malone, Joseph Scott, Gil Caple                                                      |
| 1966 | Poverty The Best of Bobby Bland                               | US65 (5 Wo.)US | R&B9 (10 Wo.)R&B | Erstveröffentlichung: August 1966 Autoren: D. Clark, Pearl Woods                                                                     |
| 1966 | Back in the Same Old Bag Again –                              | — | R&B13 (9 Wo.)R&B | Erstveröffentlichung: November 1966 Autoren: Deadric Malone, Joseph Scott, Vernon Morrison                                           |
| 1967 | You’re All I Need –                                           | US88 (2 Wo.)US | R&B16 (11 Wo.)R&B | Erstveröffentlichung: März 1967 Autor: Pearl Woods                                                                                   |
| 1967 | That Did It Touch of the Blues                                | — | R&B6 (11 Wo.)R&B | Erstveröffentlichung: Juli 1967 Autor: Pearl Woods                                                                                   |
| 1967 | A Touch of the Blues Touch of the Blues                       | — | R&B30 (7 Wo.)R&B | Erstveröffentlichung: November 1967 Autor: Deadric Malone                                                                            |
| 1968 | Driftin’ Blues Touch of the Blues                             | US96 (3 Wo.)US | R&B23 (11 Wo.)R&B | Erstveröffentlichung: Februar 1968 Autoren: Charles Brown, Eddie Williams, Johnny Moore Original: Johnny Moore’s Three Blazers, 1945 |
| 1968 | Save Your Love for Me –                                       | — | R&B16 (9 Wo.)R&B | Erstveröffentlichung: Mai 1968 Autor: Buddy Johnson Original: Buddy Johnson & His Orchestra, 1955                                    |
| 1968 | Rockin’ in the Same Old Boat Spotlighting the Man             | US58 (10 Wo.)US | R&B12 (11 Wo.)R&B | Erstveröffentlichung: Oktober 1968 Autoren: Deadric Malone, Vernon Morrison                                                          |
| 1969 | Gotta Get to Know You Spotlighting the Man                    | US91 (3 Wo.)US | R&B14 (10 Wo.)R&B | Erstveröffentlichung: April 1969 Autoren: Deadric Malone, Andre Williams                                                             |
| 1969 | Chains of Love Spotlighting the Man                           | US60 (7 Wo.)US | R&B9 (10 Wo.)R&B | Erstveröffentlichung: Juli 1969 Autoren: Vann Walls, Nugetre Original: Big Joe Turner, 1951                                          |
| 1970 | If You’ve Got a Heart –                                       | US96 (2 Wo.)US | R&B10 (10 Wo.)R&B | Erstveröffentlichung: Januar 1970 Autor: Deadric Malone                                                                              |
| 1970 | If Love Ruled the World –                                     | — | R&B16 (7 Wo.)R&B | Erstveröffentlichung: April 1970 Autoren: Deadric Malone, Joe Veasey                                                                 |
| 1970 | Lover with a Reputation –                                     | — | R&B28 (7 Wo.)R&B | B-Seite von If Love Ruled the World Autor: Deadric Malone                                                                            |
| 1970 | Keep On Loving Me (You’ll See the Change) –                   | US89 (3 Wo.)US | R&B20 (10 Wo.)R&B | Erstveröffentlichung: Oktober 1970 Autor: Clyde Wilson                                                                               |
| 1971 | I’m Sorry –                                                   | US97 (1 Wo.)US | R&B18 (8 Wo.)R&B | Erstveröffentlichung: April 1971 Autor: Sonny Thompson Original: Little Willie John, 1961                                            |
| 1972 | Do What You Set Out to Do –                                   | US64 (5 Wo.)US | R&B6 (12 Wo.)R&B | Erstveröffentlichung: Januar 1972 Autor: Deadric Malone                                                                              |
| 1972 | I’m So Tired –                                                | — | R&B35 (7 Wo.)R&B | Erstveröffentlichung: Juli 1972 Autor: Deadric Malone                                                                                |
| 1973 | This Time I’m Gone for Good His California Album              | US42 (13 Wo.)US | R&B5 (16 Wo.)R&B | Erstveröffentlichung: Oktober 1973 Autoren: Deadric Malone, Oscar Perry                                                              |
| 1974 | Goin’ Down Slow His California Album                          | US69 (6 Wo.)US | R&B17 (16 Wo.)R&B | Erstveröffentlichung: Februar 1974 Autor und Original: St. Louis Jimmy Oden, 1941                                                    |
| 1974 | Ain’t No Love in the Heart of the City Dreamer                | US91 (7 Wo.)US | R&B9 (15 Wo.)R&B | Erstveröffentlichung: Juli 1974 Autoren: Michael Price, Dan Walsh                                                                    |
| 1974 | I Wouldn’t Treat a Dog (The Way You Treated Me) Dreamer       | US88 (7 Wo.)US | R&B3 (15 Wo.)R&B | Erstveröffentlichung: Oktober 1974 Autoren: Michael Price, Dan Walsh, Michael Omartian, Steve Barri                                  |
| 1975 | Yolanda Dreamer                                               | — | R&B21 (13 Wo.)R&B | Erstveröffentlichung: Juni 1975 Autor: Daniel Moore                                                                                  |
| 1975 | I Take It on Home Get on Down with Bobby Bland                | — | R&B41 (10 Wo.)R&B | Erstveröffentlichung: Oktober 1975 Autor: Kenny O’Dell Original: Charlie Rich, 1972                                                  |
| 1976 | Today I Started Loving You Again Get on Down with Bobby Bland | — | R&B34 (12 Wo.)R&B | Erstveröffentlichung: Januar 1976 Autoren: Merle Haggard, Bonnie Owens Original: Merle Haggard and the Strangers, 1968               |
| 1976 | It Ain’t the Real Thing Reflections in Blue                   | — | R&B12 (15 Wo.)R&B | Erstveröffentlichung: Mai 1976 Autoren: Dan Walsh, Michael Price                                                                     |
| 1976 | Let the Good Times Roll (Live) Together Again … Live          | — | R&B20 (11 Wo.)R&B | Erstveröffentlichung: Juli 1976; mit B. B. King Autoren: Fleecy Moore, Sam Theard Original: Louis Jordan & His Tympany Five, 1946    |
| 1977 | The Soul of a Man Reflections in Blue                         | — | R&B18 (14 Wo.)R&B | Erstveröffentlichung: Mai 1977 Autoren: Bobby Bland, Al Braggs                                                                       |
| 1978 | Sittin’ on a Poor Man’s Throne Reflections in Blue            | — | R&B82 (6 Wo.)R&B | Erstveröffentlichung: Februar 1978 Autoren: Bill Mononen, Rich Wamil, Ron Hiller Original: Copper Penny, 1973                        |
| 1978 | Love to See You Smile Come Fly with Me                        | — | R&B14 (17 Wo.)R&B | Erstveröffentlichung: Mai 1978 Autoren: David Ervin, Kenny Pierce                                                                    |
| 1978 | Come Fly with Me                                              | — | R&B55 (7 Wo.)R&B | Erstveröffentlichung: August 1978 Autoren: Lydia M. Purifoy, Pearl Smith                                                             |
| 1979 | Tit for Tat I Feel Good, I Feel Fine                          | — | R&B71 (10 Wo.)R&B | Erstveröffentlichung: November 1979 Autoren: Monica Higgins, Vee Pea                                                                 |
| 1980 | Soon as the Weather Breaks I Feel Good, I Feel Fine           | — | R&B76 (4 Wo.)R&B | Erstveröffentlichung: März 1980 Autoren: Bobby Bland, Margie Evans, Vee Pea                                                          |
| 1981 | You’d Be a Millionaire Sweet Vibrations                       | — | R&B92 (4 Wo.)R&B | Erstveröffentlichung: Februar 1981 Autoren: Bobby Bland, Margie Evans, Vee Pea                                                       |
| 1982 | Recess in Heaven Here We Go Again                             | — | R&B40 (11 Wo.)R&B | Erstveröffentlichung: Juli 1982 Autoren: Alvertis Isbell, Vee Pea                                                                    |
| 1985 | Members Only                                                  | — | R&B54 (16 Wo.)R&B | Erstveröffentlichung: Oktober 1985 Autor: Larry Addison                                                                              |

Weitere Singles
- 1952: Lovin’ Blues
- 1953: No Blow, No Show
- 1955: It’s My Life, Baby
- 1955: Woke Up Screaming
- 1956: You’ve Got Bad Intentions
- 1956: I Learned My Lesson
- 1957: I Smell Trouble
- 1958: Bobby’s Blues
- 1958: Loan a Helping Hand
- 1958: You Did Me Wrong
- 1961: Don’t Cry No More (unveröffentlicht)
- 1962: Drifting (mit Ike Turner and His Orchestra)
- 1963: Ain’t It a Good Thing
- 1968: A Piece of Gold
- 1971: Shape Up or Ship Out
- 1973: I Don’t Want Another Mountain to Climb
- 1973: These Hands (Small but Mighty)
- 1976: The Thrill Is Gone (mit B. B. King)
- 1981: What a Difference a Day Makes
- 1982: Here We Go Again
- 1983: Is This the Blues
- 1983: Tell Mister Bland
- 1984: You’ve Got Me Loving You
- 1984: Get Real Clean
- 1985: Can We Make Love Tonight
- 1987: Get Your Money Where You Spend Your Time
- 1988: 24 Hours a Day
- 1989: You’ve Got to Hurt Before You Heal
- 1989: Ain’t No Sunshine When She’s Gone
- 1990: Starting All Over Again
- 1990: Take Off Your Shoes
- 1992: She’s Putting Something in My Food
- 1993: There’s a Stranger in My House
- 1995: Double Trouble

## Videoalben
- 1998: Live on Beale Street (Malaco)
- 2004: Live in Memphis (Smith & Co.)

## Statistik

### Chartauswertung
|                     | US     | R&B      |
| ------------------- | ------ | -------- |
| Nummer-eins-Alben   | US—US  | R&B—R&B  |
| Top-10-Alben        | US—US  | R&B2R&B  |
| Alben in den Charts | US11US | R&B23R&B |

|                       | US     | R&B      |
| --------------------- | ------ | -------- |
| Nummer-eins-Singles   | US—US  | R&B3R&B  |
| Top-10-Singles        | US—US  | R&B27R&B |
| Singles in den Charts | US37US | R&B64R&B |

### Auszeichnungen für Musikverkäufe
Anmerkung: Auszeichnungen in Ländern aus den Charttabellen bzw. Chartboxen sind in ebendiesen zu finden.
| Land/RegionAuszeichnungen für Musikverkäufe (Land/Region, Auszeichnungen, Verkäufe, Quellen) | Gold  | Platin | Verkäufe | Quellen  |
| -------------------------------------------------------------------------------------------- | ----- | ------ | -------- | -------- |
| Vereinigte Staaten (RIAA)                                                                    | Gold1 | —      | 500.000  | riaa.com |
| Insgesamt                                                                                    | Gold1 | —      |          |          |